# Драган Арсић Тилт
Драган Арсић Тилт (Мајданпек, 27. јуна 1979) српски је рок-гитариста који се прославио са групом Бјесови. Дипломирао је новинарство на Факултету политичких наука Универзитета у Београду.

## Музика
Бјесовима се придружио 2000. након поновног окупљања групе; на почетку је свирао бас, а након одласка Зорана Филиповића из групе прелази на место другог гитаристе. Почетком маја 2015. постаје члан Коалиционог споразума и затим напушта Бјесове, а недуго потом, паралелно са ангажманом у Коалиционом споразуму, постаје и члан бенда 357.

## Остало
Неко време је радио на Академији, а од 2013. ради као директор Установе за културу „Културни центар“ у Горњем Милановцу, постављен од стране Српске напредне странке. Занимљиво је да је ту дужност раније обављао и вођа Бјесова, Зоран Маринковић.